# Moskevské centrální diametry
Moskevské centrální diametry (rusky Московские центральные диаметры), zkráceně MCD, je systém linek osobní železniční dopravy v moskevské aglomeraci, který byl vytvořen na základě již existující infrastruktury v rámci moskevského železničního uzlu. V médiích je tento projekt označován jako „povrchové metro“, technicky vzato se však o metro nejedná a je s ním propojeno pouze jednotným systémem jízdného, nejvíce se podobá berlínskému S-Bahnu či pařížskému RER. Tato síť linek obsluhuje Moskvu a přilehlé části Moskevské oblasti - města Balašicha, Dolgoprudnyj, Odincovo, Lobňa, Ljubercy, Chimki, Aprelevka, Podolsk či Krasnogorsk. První dvě linky v celkové délce 132 km a 60 stanicemi byly zprovozněny 21. listopadu 2019. Provoz třetí linky byl spuštěn dne 17. srpna 2023 a čtvrté dne 9. září 2023. Provoz diametrů je zajištěn společností Centralnaja prigorodnaja passažirskaja kompanija (rusky Центральная пригородная пассажирская компания), zbylou část příměstských vlaků na daných úsecích provozují Ruské železnice.

## Historie

### Před Řijnovou revolucí
Ještě před revolucí v roce 1917 bylo železničním inženýrem Aleksandrem Šmidtem navrženo propojit síť moskevských nádraží vlaky – de facto se jednalo o předobraz tzv. městské elektrické jednotky. V té době však převládaly myšlenky na rozvoj tramvajové sítě a do budoucna vybudováním metra. První světová válka však zdržela realizaci takového projektu.

### Projekt rozvoje ve 30. letech 20. století
Myšlenka zavedení takových vlaků v Moskvě byla obnovena v roce 1933. V téže době se pracovalo i na vytvoření linek metra, ale tyto dva systémy se měly osamostatnit. Metro přitom mělo přepravovat cestující v rámci města a vlaky byly určeny i pro příměstskou dopravu. Generální projekt připravil uznávaný inženýr Nikolaj Čugajkin. V období od 9. do 16. ledna 1934 byl projekt trasy Nikolaje Čugajkina představen na radách Lidového komisariátu železnic SSSR, Lidového komisariátu těžkého průmyslu a Metrostroje a všude získal vysoké hodnocení.
První trasa byla naplánována skrz Moskvu ze severovýchodu na jihozápad. Linka by zajišťovala přestupy na jiné druhy hromadné dopravy. Plánovalo se otevřít víkendové trhy a burzy práce na přestupních uzlech, kam by se mohli scházet obchodníci a dělníci. Metrostroj také předložil návrh na propojení těchto tras s metrem prostřednictvím speciálních dopravních uzlů. V určité fázi vznikl konflikt mezi staviteli metra a železničáři (ti byli obviněni z neochoty vzdát se svých pozic vůči metru).
Dokonce se připravoval zvýhodněný tarif. Průvodčí by tak nejen kontrolovali jízdenky, ale zároveň by zjišťovali i účel cesty do Moskvy a třídní příslušnosti cestujících. Dělníci, rolníci a vojenští pracovníci, kteří přijížděli do hlavního města pro osobní potřeby, by platili standardní tarif, ti, kteří přijížděli za prací a úředními záležitostmi, by dostávali slevy a na obchodníky a řemeslníky, kteří pracovali na zakázku, by byl aplikován vysoký tarif.
Projekt zahrnoval celou řadu originálních řešení, co se kolejového vedení týče. Plánovalo se zavedení zavěšených železničních nadjezdů a vybudování části železnice jako mosto-tunelového systému. Tím se mělo zabránilo zničení nebo úpravám pozemní infrastruktury.
Moskevské stranické výbory však odmítly akceptovat experimentální plány a přednost dostalo metro. Během vlny represí v roce 1938 byl Nikolaj Čugajkin zatčen a popraven. Archivy vědeckotechnické rady včetně unikátních plánů prvních moskevských centrálních diametrů byly zabaveny a jejich další osud není znám.

### 70. léta 20. století
Projekt organizace tranzitního pohybu elektrických vlaků přes Moskvu byl zahrnut do generálního plánu Moskvy v roce 1971; v té době již v hlavním městě fungoval provoz elektrických jednotek spojujících Kurský s Běloruským a Rižským směrem Moskevské železnice díky Aleksejevské spojovací větvi. Generální plán však z velké části nebyl nikdy realizován, protože kvůli své technické složitosti dlouho nenacházel podporu u ruských drah. Do roku 2017 existovala samostatná diametrální spojení používaná pro pravidelný provoz příměstských vlaků pouze ve směrech propojených Aleksejevskou spojovací tratí: Kurský - Rižský, Kurský - Smolenský a Savjolovský - Smolenský.

### 21. století

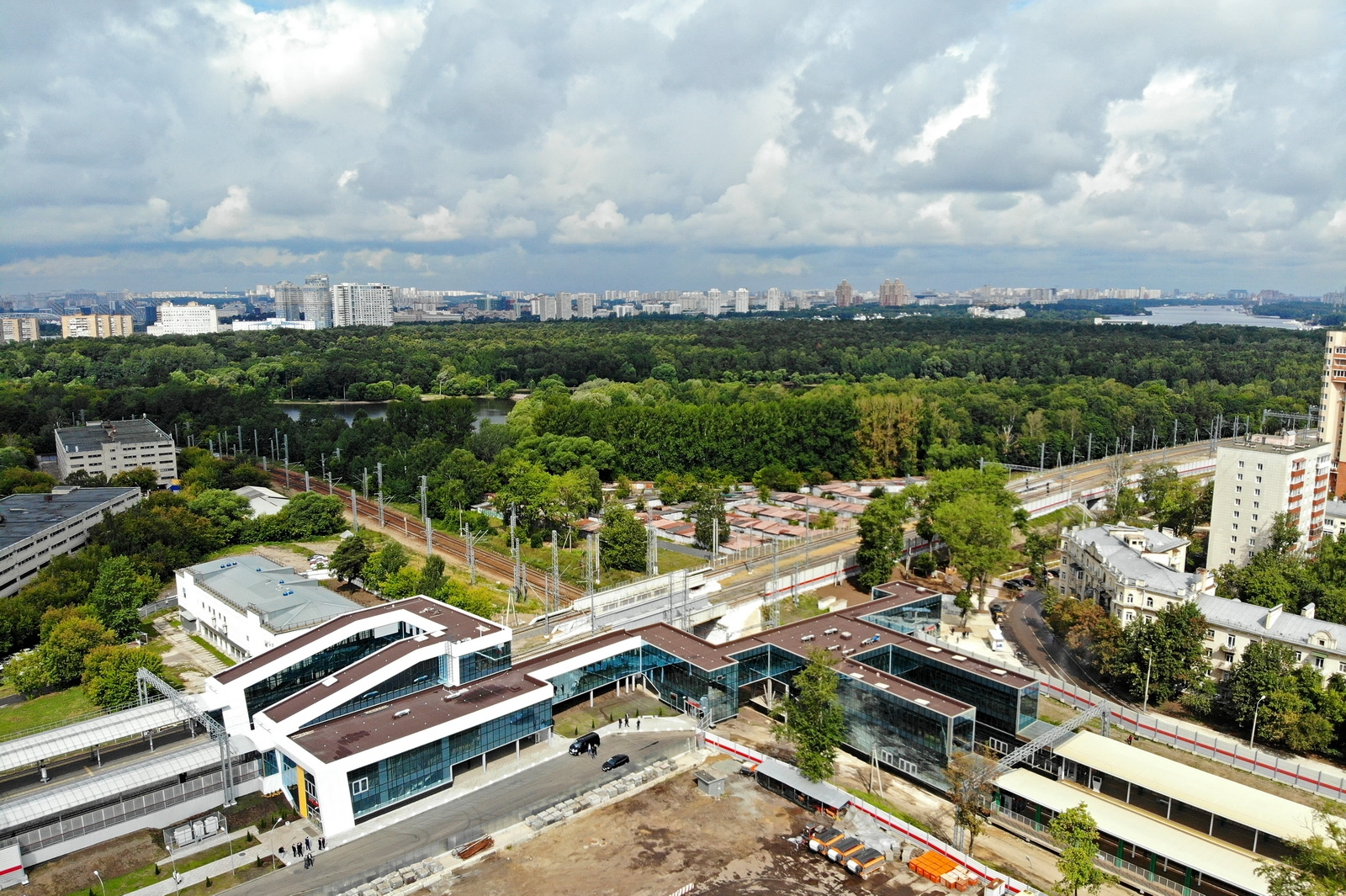
Dopravní uzel Strešněvo - vlevo nástupiště Moskevského centrálního okruhu, vpravo nástupiště pro linku MCD-2

Generální schéma rozvoje moskevského železničního uzlu, vypracované v roce 2006, předpokládalo jeho zásadní proměnu, která spočívala ve využití stávajících železničních tratí pro realizaci příměstské a městské vlakové dopravy a jejich navýšení. Generální plán města Moskvy přijatý v roce 2010 a popisující rozvoj města do roku 2025, zahrnuje výstavbu dalších železničních tratí v řadě směrů a také výstavbu spojovacích tratí. Plán rozvoje tzv. lehkého (pozemního) metra zveřejněný v roce 2013 předpokládal využití železničních kolejí položených souběžně se stávajícími pro nepřetržitý pohyb vlaků v Moskvě a Moskevské oblasti. Plán rozvoje moskevského železničního uzlu, který byl zveřejněný v roce 2015, zahrnoval výstavbu nových kolejí na radiálních směrech železnice.
Projekt MCD v současné podobě se začal realizovat v roce 2017. V říjnu 2017 starosta Moskvy Sergej Sobjanin oznámil, že projekt vytvoření železničních tras fungujících na principu Moskevského centrálního okruhu je projednáván s Ruskými železnicemi, vládou Moskevské oblasti a ruským ministerstvem dopravy. Dne 15. listopadu 2017 byl na pracovním setkání ruského prezidenta Vladimira Putina s moskevským starostou Sergejem Sobjaninem a prezidentem Ruských železnic Olegem Bělozjorovem poprvé podrobně představen projekt nazvaný „Moskevské centrální diametry“. Projekt byl podpořen prezidentem a uznán jako jedna z priorit v moskevském dopravním uzlu.
Současný projekt předpokládá spuštění pěti tras spojujících 10 z 11 směrů v moskevském železničním uzlu, s výjimkou Kazaňského. Spuštění prvních dvou linek proběhlo 21. listopadu 2019. V srpnu až září 2023 byly spuštěny další dvě trasy. Pátá trasa je v stádiu projektování.

## Linky v provozu
| Číslo   | Název                           | Datum uvedení do provozu | Celková délka v km | Počet zastávek |
| ------- | ------------------------------- | ------------------------ | ------------------ | -------------- |
|         | Bělorussko-Savjolovskij diametr | 21. listopadu 2019       | 52                 | 25             |
|         | Kursko-Rižskij diametr          | 21. listopadu 2019       | 80                 | 37             |
|         | Leningradsko-Kazanskij          | 17. srpna 2023           | 85                 | 38             |
|         | Kalužsko-Nižegorodskij diametr  | 9. září 2023             | 86                 | 36             |
| Celkem: | Celkem:                         | Celkem:                  | 303                | 136            |

### MCD-1
Linka MCD-1 (Odincovo - Lobňa; Bělorussko-Savjolovskij diametr) byla spuštěna 21. listopadu 2019. Měří 52 km, které překoná přibližně za 90 minut. Je obsluhováno celkem 25 zastávek, z nichž 10 je přestupních na metro, Moskevský centrální okruh či železnici. V budoucnu by celkový počet zastávek měl vzrůst na 28, z čehož přestupních bude 12. Na této lince jsou využívány především zdvojené soupravy (6 + 5 vozů) Ivolga, které jsou doplněny soupravami řady EP2D. Na lince je zaveden taktový interval 30 minut. Cestující však můžou za stejné jízdné využít v daných směrech mezi konečnými stanicemi i jiné příměstské jednotky, čímž se čekací doba snižuje maximálně do 15 minut. Tyto elektrické vlaky však ne vždy obsluhují všechny zastávky na trase.

### MCD-2

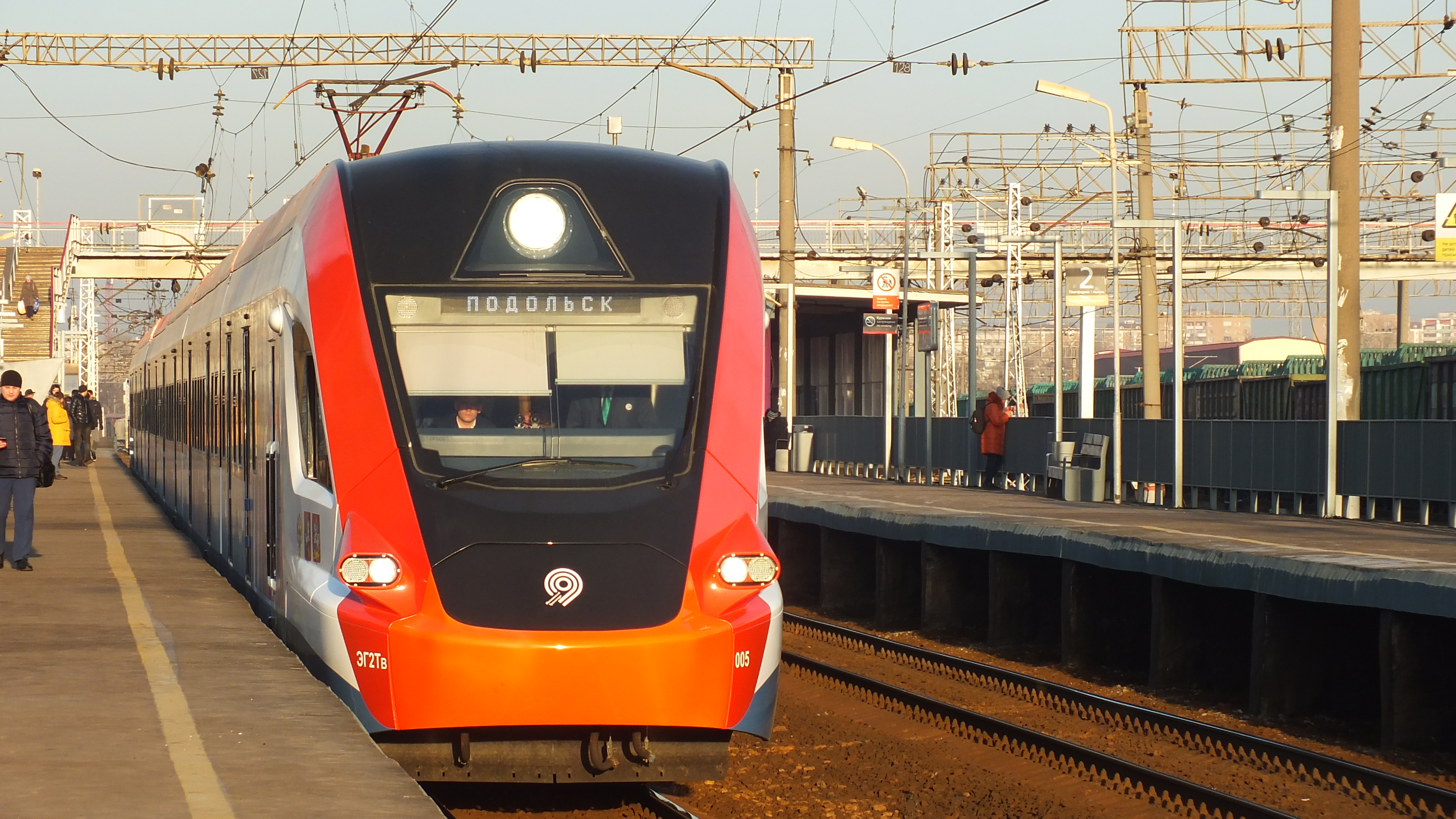
Ivolga ve verzi 1.0 na zastávce Pěrerva

Linka MCD-2 (Nachabino - Podolsk; Kursko-Rižskij diametr) byla spuštěna 21. listopadu 2019. Měří 80 km, které překoná přibližně za 2 hodiny. Je obsluhováno celkem 37 zastávek, z nichž 14 je přestupních na metro, Moskevský centrální okruh či železnici. Do budoucna by se celkový počet zastávek měl zvýšit na 39, z čehož přestupních bude 15. Tuto linku obsluhují především soupravy Ivolga, které jsou využívány ve zdvojeném režimu (6 + 5 vozů). Ty jsou doplněny soupravami řady EP2D. Na lince je zaveden taktový interval 12 minut. Cestující však můžou za stejné jízdné využít v daných směrech i běžné elektrické vlaky, ty však ne vždy obsluhují všechny zastávky na trase.

### MCD-3

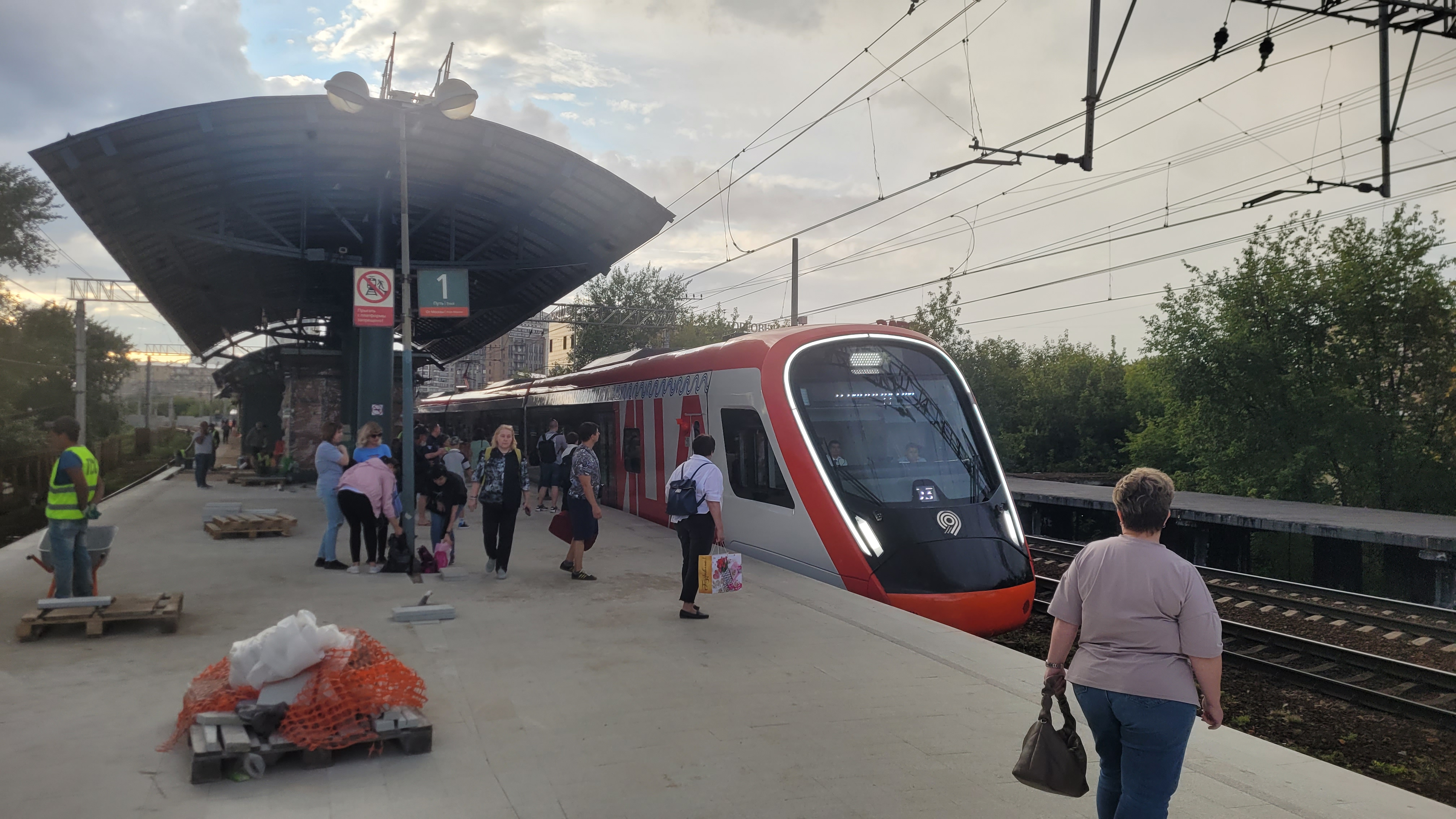
Ivolga verze 2.0 na zastávce Elektrozavodskaja

Linka MCD-3 (Zelenograd - Ippodrom; Leningradsko-Kazanskij diametr) byla spuštěna 17. srpna 2023. Měří 85 km, které překoná přibližně za 2 hodiny a 15 minut. Je obsluhováno celkem 38 zastávek, z nichž 11 je přestupních na metro, Moskevský centrální okruh či železnici. Předpokládá se, že počet zastávek na lince vzroste na 42, z čehož 14 bude s možností přestupu. Na této lince jsou využívány především soupravy Ivolga, které jsou využívány ve zdvojeném režimu (6 + 5 vozů). Ty jsou doplněny soupravami řady EP2D. Na lince je zaveden taktový interval 10 minut. Cestující však můžou za stejné jízdné využít v daných směrech i příměstské elektrické jednotky, které vycházejí z Leningradského a Kazaňského nádraží, díky čemuž na části trasy funguje interval 5 minut. 

### MCD-4
Linka MCD-4 (Aprelevka - Železnodorožnaja; Kalužsko-Nižegorodskij diametr) byla spuštěna 9. září 2023. Měří 86 km, které překoná přibližně za 2 hodiny. Je obsluhováno celkem 36 zastávek, z nichž 15 je přestupních na metro, Moskevský centrální okruh či železnici. Předpokládá se, že počet zastávek na lince vzroste na 40, z čehož 17 bude s možností přestupu. Na této lince jsou využívány především soupravy řady EP2D. Toto je jediná linka, na které soupravy Ivolga nejsou doposud využívány. Na lince je zaveden taktový interval 20 minut. Cestující však můžou za stejné jízdné využít v daných směrech i příměstské elektrické jednotky z Kyjevského nádraží, díky čemuž se v některých případech zkracuje interval až na pět minut. Některé zastávky však tyto vlaky neobsluhují.

## Vozový park

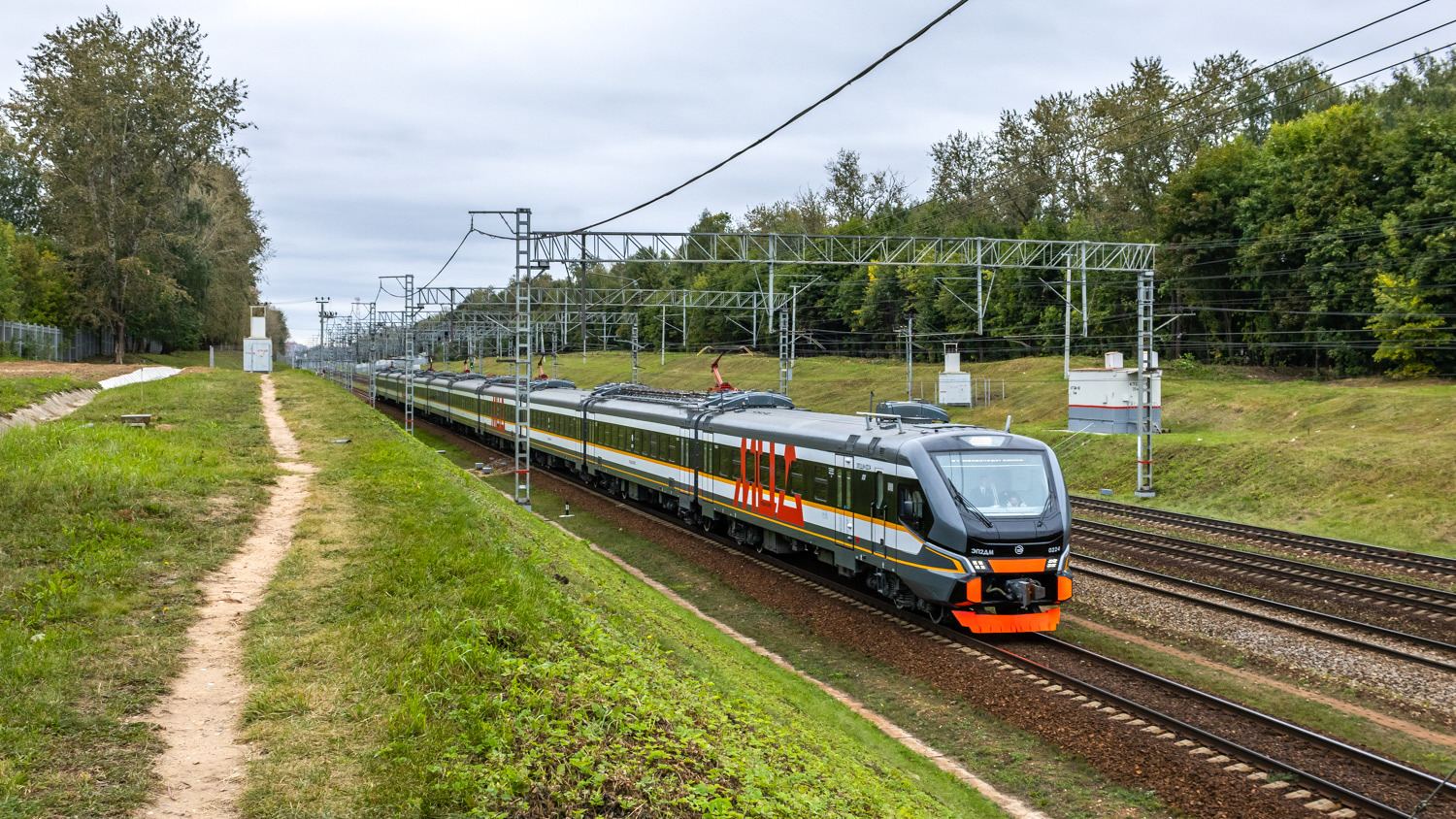
Souprava EP2DM na lince MCD-4 v den jejího spuštění

Na MCD jsou využívány především elektrické jednotky Ivolga, které jsou vyráběny ve Tverském vagonostrojitělném zavodě (rusky Тверской вагоностроительный завод). Tato elektrická jednotka byla vybrána v konkurzu vypsaném provozovatelem pro provoz na jednom z diametrů. V únoru 2019 poprvé vyjela na koleje první verze těchto jednotek, která byla označována jako Ivolga 1.0. tak poprvé vyjela na koleje. Tato verze je dne využívána na druhém diametru. V říjnu 2019 pak na koleje vyjely první jednotky Ivolga verze 2.0, ty jsou dnes využívány na prvním a druhém diametru. Verzi 3.0 pak mohou od roku 2023 cestující potkávat na třetím diametru. V roce 2023 zároveň začala sériová výroba jednotky Ivolga 4.0, která by se během roku 2024 měla objevit na třetím a čtvrtém diametru a v roce 2025 i na druhém. Maximální rychlost verzí 1.0 a 2.0 činí 120 km/h, verzí 3.0 a 4.0 pak 160 km/h.
Dále jsou MCD obsluhovány elektrickými jednotkami EP2D, které od roku 2015 vyrábí Demichovskij mašinostrojitělnyj zavod (rusky Демиховский машиностроительный завод). Od roku 2023 je vyráběna modernizovaná verze EP2DM. Rychlost těchto jednotek dosahuje 120 km/h. 
Oba dva typy souprav nejsou využívány pouze pro Moskevské centrální diametry, cestující se s nimi mohou setkat prakticky kdekoli v rámci Ruské federace. Jelikož cestující však můžou za stejné jízdné využívatt v daných směrech i jiné příměstské vlaky, mohou se zde i s dalšími elektrickými soupravami.

## Jízdné

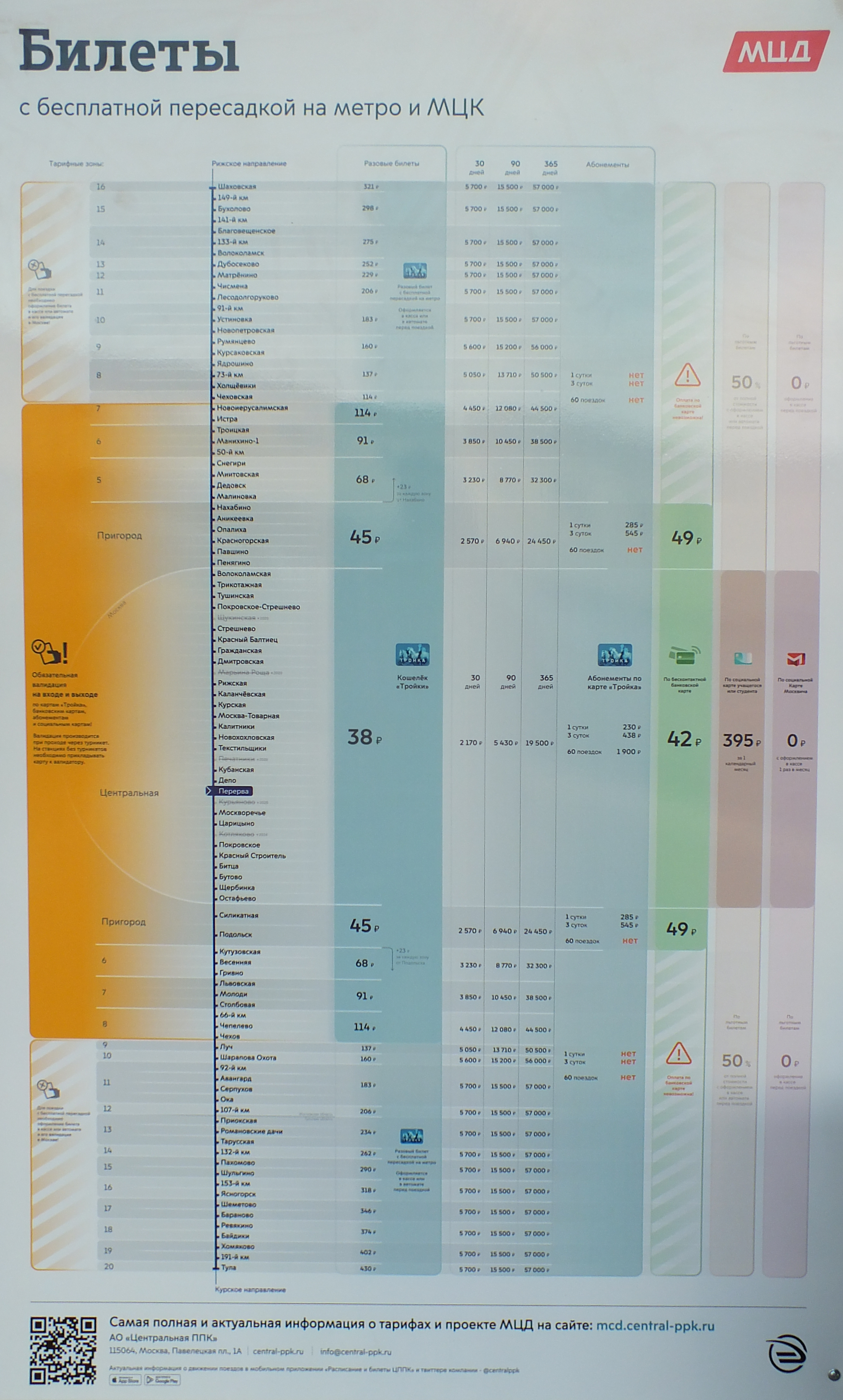
Přehled jízdného na trase MCD-2 v listopadu 2019

K úhradě jízdny na MCD lze využít jak běžné jednorázové, tak i sezónní příměstské jízdenky za standardní příměstské jízdné společnosti Centralnaja prigorodnaja passažirskaja kompanija, dále dobíjecí moskevské dopravní karty Trojka a sociální karty. Cena cesty na MCD závisí na typu zvolené jízdenky/přepravní karty a vzdálenosti cesty. Při platbě za cestu pomocí moskevské dopravní karty jsou přestupy do 90 minut od první validace jízdenky mezi metrem, MCD a Moskevským centrálním okruhem bezplatné. Při cestování s běžnými jízdenkami nejsou tyto bezplatné přestupy možné. Při cestování v hranicích tras MCD je umožněna automatická platba za cesty bankovní kartou s podporou bezkontaktních plateb.
Na MCD jsou tři tarifní zóny:
Centrální zóna je v případě MCD vyznačena v jízdním řádu. Končí při prvním průjezdu hranic Moskvy a Moskevské oblasti směrem od centra Moskvy s výjimkou stanice Reutovo, jelikož lze zde přestoupit na stanici metra, která se nachází uvnitř administrativních hranic Moskvy - Novokosino. Cena od října 2023 začíná na 54 rublech za jednoduchou jízdenku. 
Příměstská zóna funguje v rámci hranic MCD při pohybu v Moskevské oblasti a přejezdu do centrální zóny. Cena za jednu jízdu 71 rublů.
Vzdálená zóna funguje pro cesty z míst z hranicemi MCD. Zde záleží na tom, ze které zóny cestující vyjíždí, neboť cena je tvořena součtem 71 rublů a 33 rublů za každou překročenou zónu.

## Budoucnost

### Zprovoznění linky MCD-5
| Číslo | Název                          | Planované datum zprovoznění | Celková délka v km | Počet zastávek |
| ----- | ------------------------------ | --------------------------- | ------------------ | -------------- |
|       | Jaroslavsko-Pavěleckij diametr | 2028                        | 89                 | 39             |

Linka MCD-5 (Jaroslavsko-Pavěleckij diametr) by měl v budoucnu spojit města Puškino a Domodědovo a dále Mytišči a Ščolkovo. Na severní části linky se počítá s jejím rozvětvením. Pro úsek, který prochází centrem Moskvy, je plánováno vedení v tunelu. Zprovoznění tohoto diametru je zatím předpokládáno na rok 2028.

### Prodloužení linek do okolních administrativních celků
3. října 2023 byly na webu starosty Moskvy uveřejněny detaily rozvoje „Centrálního dopravního uzlu" , že další etapou po dokončení MCD bude jejich rozšíření i do dalších administrativních celků v Centrálním federálním okruhu Ruska. V rámci tohoto programu se plánuje obnova železniční infrastruktury a zkrácení intervalů příměstských vlaků mezi hlavním městem a sousedními oblastními centry do 20-30 minut ve špičce. Dle zveřejněného schématu by se celková délka tratí MCD měla prodloužit o 400 km, a sice v těchto směrech:
- Linka MCD-1 do Smolensku a Kaljazinu
- Linka MCD-2 do Tuly a Rževa
- Linka MCD-3 do Tveru a Rjazaně
- Linka MCD-4 do Kalugy, Vladimiru a Ivanova
- Linka MCD-5 do Novomoskovsku, Jaroslavla a Kostromy